# Рамос Пенья, Один
Один Хафет Рамос Пенья (исп. Odín Jafeth Ramos Peña; род. 16 февраля 2004, Сан-Педро-Сула) — гондурасский футболист, нападающий клуба «Марафон».

## Клубная карьера
Рамос — воспитанник клуба «Марафон». 10 ноября 2021 года в матче против «Реал Сосьедад» он дебютировал в чемпионате Гондураса. 25 апреля 2022 года в поединке против «Реал Сосьедад» Один сделал «дубль», забив свой первый гол за «Марафон».

## Международная карьера
В 2022 году Рамос в составе молодёжной сборной Гондураса принял участие в домашнем молодёжном Кубке КОНКАКАФ. На турнире он сыграл в матчах против команд Антигуа и Барбуда, Ямайки, Коста-Рики, Кюрасао, Панамы и США. В поединке против кюрасаосцев Один забил гол.
В 2023 году Рамос принял участие в молодёжном чемпионате мира в Аргентине. На турнире он сыграл в матчах против команд Гамбии и Франции.